# سليمان بن سحمان
سليمان بن سحمان فقيه وعالم دين سعودي، هو سليمان بن سحمان بن مصلح بن حمدان بن مصلح بن حمدان بن مسفر بن محمد بن مالك بن عامر الخثعمي، ولد في قرية السقا من أبها في منطقة عسير عام 1266هـ الموافق 1850م، انتقل مع أبيه إلى الرياض في عهد الإمام فيصل بن تركي، فتلقى عن علمائها التوحيد والفقه واللغة، وتولى بعدها ابن سحمان الكتابة للإمام عبد الله بن فيصل فترة وجيزة من الزمن ثم تفرغ بعدها للتدريس والتأليف، أُصيب بالعمى عام 1912م، وتوفي  سنة 1349هـ الموافق 1931م.

## مؤلفات ابن سحمان
لابن سحمان عدة مؤلفات منها :
- نظم ما انفرد به ابن تيمية.
- نظم اختيارات شيخ الإسلام ابن تيمية.
- تميز الصدق من المين في محاورة الرجلين.
- كشف الأوهام والالتباس عن تشبيه بعض الأغبياء من الناس.
- فتييان تتعلقان بتكفير الجهمية.
- إقامة الحجة والدليل وإيضاح المحجة والسبيل.
- البيان المبدي لشناعة القول المجدي.
- الصواعق المرسلة الشهابية على الشبه الداحضة الشامية.
- الضياء الشارق في رد شبهات الماذق المارق.
- تنبيه ذوي الألباب السليمة عن والوقوع في الألفاظ المبتدعة الوخيمة.
- كشف الشبهتين.
- كشف غياهب الظلام عن أوهام جلاء الأوهام.
- منهاج أهل الحق والاتباع في مخالفة أهل الجهل والابتداع.

## شاعريته
تعد مكانة ابن سحمان الشعرية الأقل عند مقارنته بشعراء عصره أمثال ابن عثيمين وابن مشرف من حيث صفاء الأسلوب ووجود الأخطاء اللغوية والألفاظ العامية، ورغم ذلك تميز شعره بالغزارة والتنوع الموضوعي، وحرارة العاطفة، والحماسة. وهو شاعر لم يسترزق بشعره ولم يستجدِ الحكام كشعراء عصره، وله ديوان شعري بعنوان: (عقود الجواهر المنضدة الحسان مما أنشأه الفقير إلى ربه المنان سليمان بن سحمان)، وكان أول ثلثي الديوان في الدفاع والردود حول الدعوة السلفية، والثلث الأخير ضم أغراض شعرية أخرى كالمديح والشكوى والرثاء وغيرها.

## شيوخه
تتلمذ سليمان بن سحمان على يد عدد من العلماء أهمهم:
- عبد الرحمن بن حسن آل الشيخ.
- عبد اللطيف بن عبد الرحمن آل الشيخ.
- حمد بن عتيق.

## تلامذته
ساهم سليمان بن سحمان في تعليم عدد من العلماء منهم:
- سليمان بن عبد الرحمن بن حمدان.
- عبد العزيز العنقري.
- عمر بن حسن.
- عبد اللطيف بن إبراهيم آل الشيخ.
- عبد العزيز بن صالح المرشد.